# Libočany
Libočany (deutsch Libotschan) ist eine Gemeinde in Tschechien. Sie liegt drei Kilometer nordwestlich von Žatec am Liboc und gehört zur Mikroregion Žatecko und dem Okres Louny.

## Geographie
Libočany befindet sich rechts der Eger an der Liboc, die unterhalb der Stadt in die Eger mündet. Durch den Ort führt die Staatsstraße 225 zwischen Žatec und Kadaň sowie die Eisenbahn von Postoloprty nach Podbořany. Südlich des Dorfes liegt der Sportflugplatz Žatec-Libočany.
Nachbarorte sind Stroupeč und Záhoři im Norden, Velichov im Nordosten, Žatec im Osten und Südosten, Čeradice und Žabokliky im Südwesten sowie Nové Sedlo im Nordwesten.

## Geschichte
Die erste urkundliche Erwähnung des Ortes erfolgte 1226 als Besitz des Klosters Doksany. Zu Beginn des 16. Jahrhunderts war das Geschlecht der Hájek z Libočan Besitzer von Libočany, ihnen folgte Bohuslav Felix von Lobkowitz und Hassenstein. Erste Belege für die Existenz einer Feste stammen aus dem Jahre 1595. 1602 erwarb Christoph von Duppau die Herrschaft von Johann Waldemar von Waldstein. Nach der Schlacht am Weißen Berg Kaufte Jaroslav Borsita von Martinic den beschlagnahmten Besitz Wilhelm von Duppaus und veräußerte Libočany 1623 an Florian Dietrich von Saar. 1653 ging Libočany durch Heirat an den Saazer Landeshauptmann Maximilian von Schönfeld über. Weitere Besitzer waren die Příchovský z Příchovic und ab 1690 die Ritter von Janinall.
1740 erwarb Wenzel Karl Schroll von Schrollenberg die Grundherrschaft und ließ 1770 die alte Feste zum Barockschloss umbauen, um das ein Park angelegt wurde. 1779 erbten Anna Marie und Franz Anton von Weinberger den Besitz. Über Wenzel Jenik Ritter von Gamsendorf gelangte der Besitz 1806 an Josef Schreitter von Schwarzenfeld. Nach der Ablösung der Patrimonialherrschaften wurde Libotschan ab 1850 mit dem Ortsteil Horkau zur selbständigen Gemeinde. Im 19. Jahrhundert gehörte das Schloss dem Musikverleger Franz Weinhardt.
Nach dem Münchner Abkommen wurde der Ort dem Deutschen Reich zugeschlagen und gehörte bis 1945 zum Landkreis Saaz.

## Gemeindegliederung
Für die Gemeinde Libočany sind keine Ortsteile ausgewiesen. Zu Libočany gehören die Fluren des erloschenen Dorfes Hůrky (Horkau).

## Sehenswürdigkeiten
- Barockschloss Libočany, 1770 errichtet
- barocke Allerheiligen-Kirche

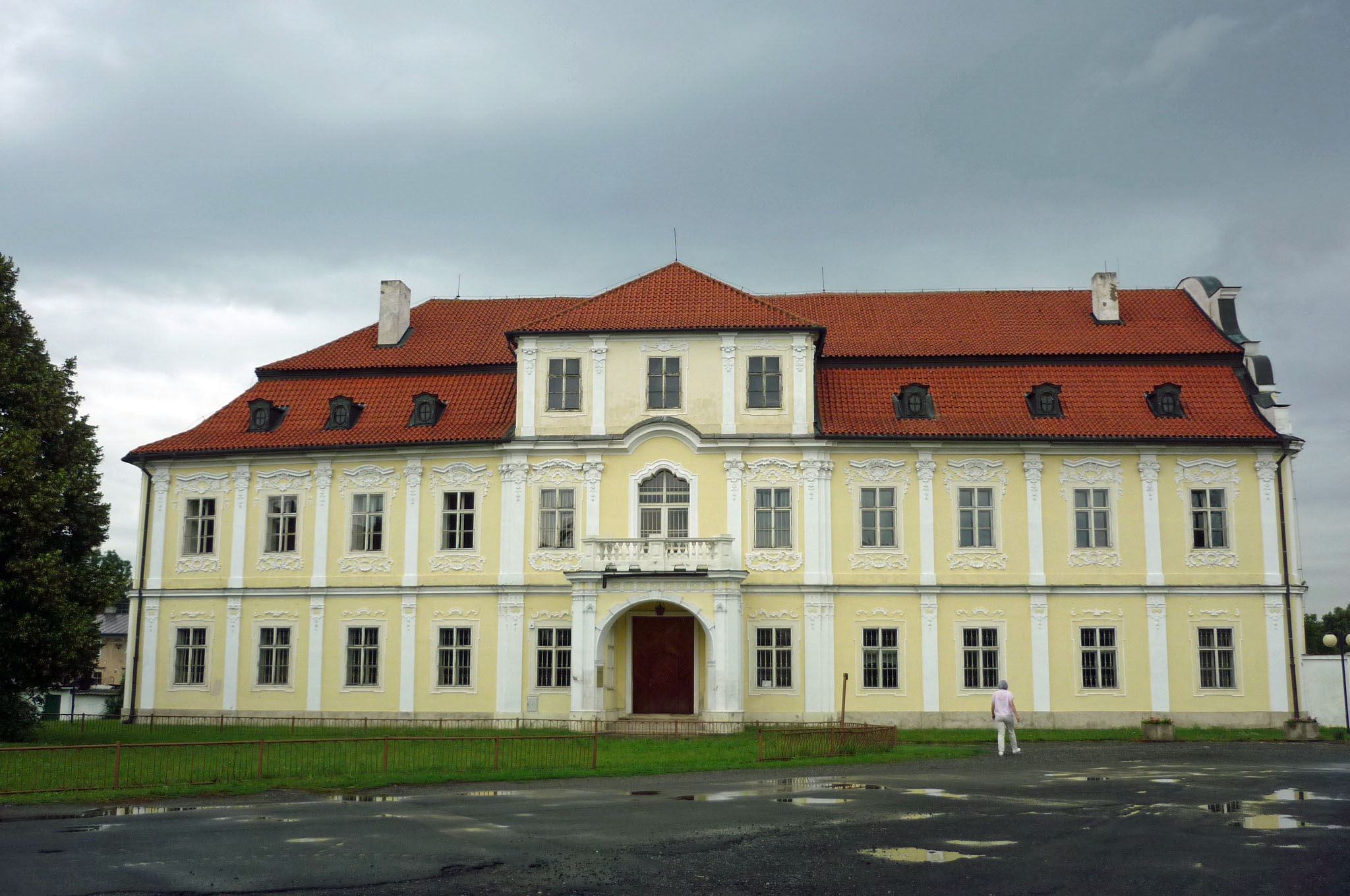
Schloss Libotschan
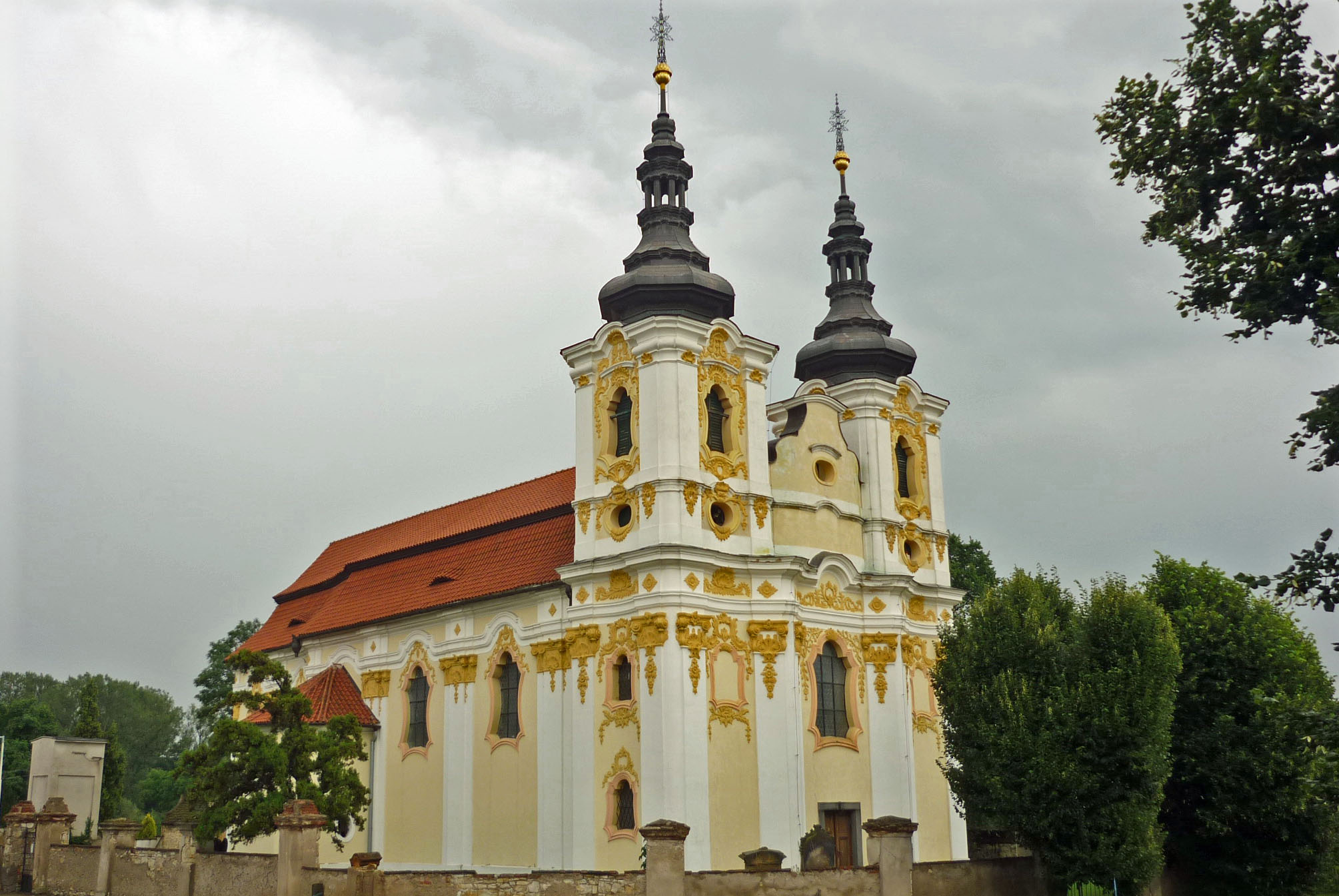
Allerheiligenkirche Libotschan

## Söhne und Töchter der Gemeinde
- Václav Hájek z Libočan († 1553), Geistlicher und Autor einer ab 1541 niedergeschriebenen Chronik Böhmens
- Emil Wetzler, österreichischer Musikverleger des 19. Jahrhunderts

## Im Ort lebten und wirkten
- Božena Viková-Kunětická (1862–1934), tschechische Schauspielerin, Schriftstellerin und Politikerin. Die erste Senatorin der Tschechoslowakei lebte von 1922 bis 1934 in Libočany